# Whitney Wolfe Herd

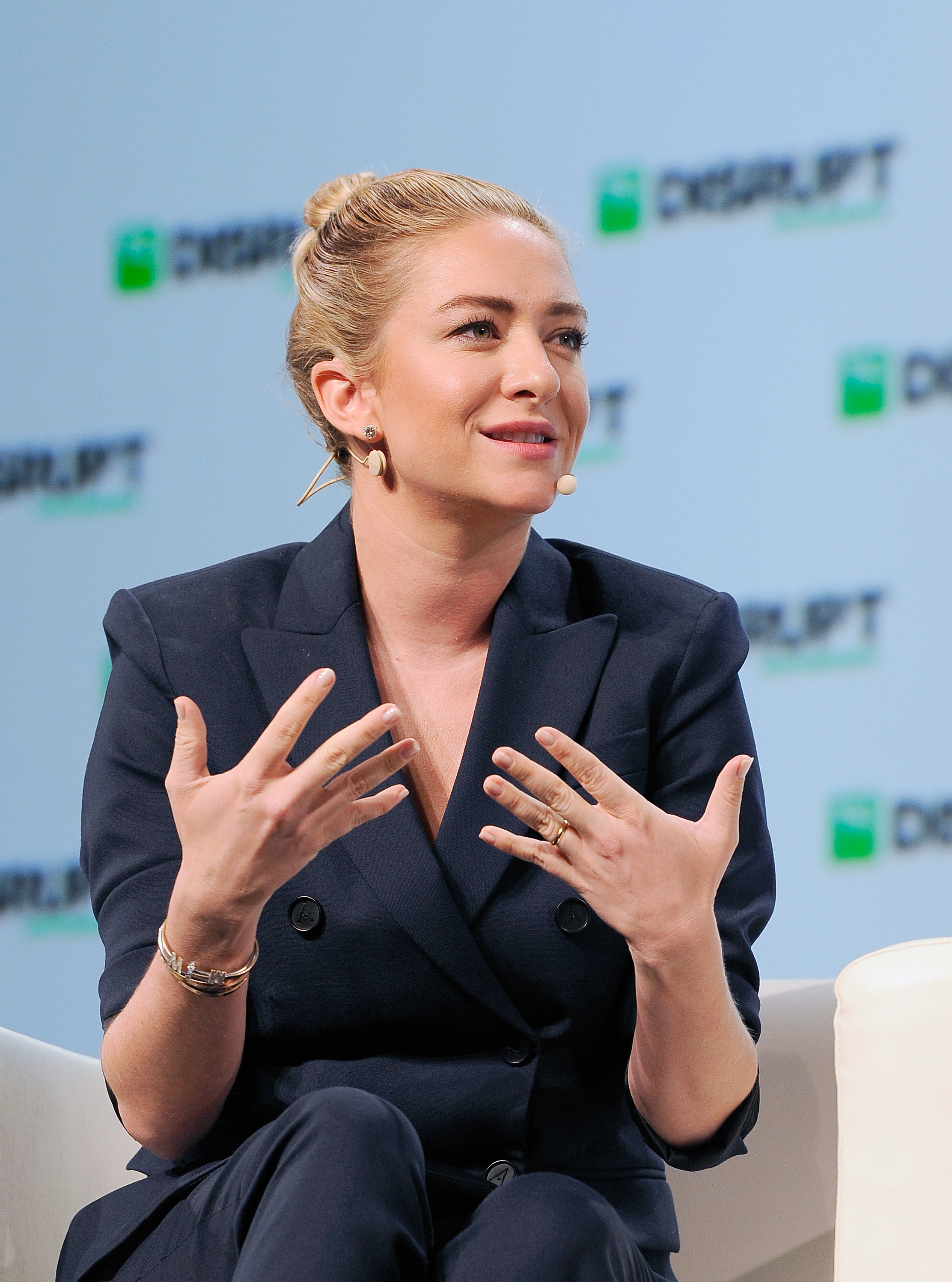
Whitney Wolfe

Whitney Wolfe Herd (* 5. Juli 1989 in Salt Lake City als Whitney Wolfe) ist eine US-amerikanische Unternehmerin. Sie ist Mitbegründerin von Tinder und Gründerin sowie CEO von Bumble.

## Leben
Wolfe ist die Tochter des Projektentwicklers Michael und der Hausfrau Kelly Wolfe. Sie hat eine jüngere Schwester. Ihr unternehmerisches Talent bewies sie schon am College bei der Herstellung von Bambustaschen, mit deren Verkaufserlös sie anteilig die Aufräumarbeiten der Ölpest im Golf von Mexiko 2010 mitunterstützte. Im Rahmen dieser Aktivitäten ging sie eine Zusammenarbeit mit Peter Aufdenkamp ein, mit dem sie die Organisation „Help Us Project“ initiierte. Die Bambustaschen wurden national bekannt, als die Modedesignerinnen Rachel Zoe und Nicole Richie mit ihnen abgebildet wurden. Wolfe studierte an der Southern Methodist University im Hauptfach Internationale Studien. Nach dem Studienabschluss bereiste sie Südostasien und arbeitete dort nebenher in Waisenhäusern. Im Jahre 2017 heiratete sie Michael Herd.
Unter der Regie von Rachel Lee Goldenberg entstand der Spielfilm Swiped (2025) mit Lily James als Whitney Wolfe Herd, inspiriert von deren wahren Geschichte.

## Hatch Lab, Cardify, Tinder und Bumble
Im Alter von 22 Jahren begann sie bei Hatch Lab zu arbeiten. Dadurch bekam sie Kontakt zu dem Start-up-Unternehmen „Cardify“. Als Cardify schloss, blieb sie in Kontakt zu dessen Gründern Sean Rad, Chris Gulczynski und Justin Mateen. Mit ihnen gründete sie 2012 Tinder und wurde Marketing-Chefin der Firma.
2014 verließ sie Tinder, begleitet von einer erfolgreichen Millionenklage gegen Mitarbeiter von Tinder wegen sexueller Belästigung. Danach zog Wolfe nach Austin und gründete Bumble, eine weitere Mobile-Dating-App. Bumble war im Jahre 2016 die viertpopulärste Dating-App der Welt.

## Vermögen
Der Börsengang von Bumble machte die 31-jährige Herd 2021 zu einer der jüngsten Selfmade-Milliardärinnen. Schätzungen von Forbes belaufen sich auf etwa 1 Milliarde US-Dollar, womit sie einen der letzten Plätze auf der World’s Billionairs List belegt.

## Auszeichnungen
- 2014: 30 wichtigste Unternehmerinnen unter 30, von Business Insider[7]
- 2016: Elle’s Woman in Tech[8]